# Solone (huyện)
Solone (tiếng Ukraina: Солонянський район, chuyển tự: Solonyans'kyi raion) là một huyện của tỉnh Dnipropetrovsk thuộc Ukraina. Huyện Solone có diện tích 1738 km², dân số theo điều tra dân số ngày 5 tháng 12 năm 2001 là 42.461 người với mật độ 24 người/km². Trung tâm huyện nằm ở Solone.